# Пола вино пола вода
Пола вино пола вода је трећи студијски албум певача Банета Бојанића. Албум је издат 1998. године за издавачку кућу ЗаМ. Албум је издат на касети и CD-у (који је издат за ЗаМ и Vujin Trade Line). Песме су му писали на албуму Марина Туцаковић и Драган Брајовић.

## Списак песама
| №   | Назив                          | Трајање |  |
| 1.  | Пола вино пола вода            |         |  |
| 2.  | Само ти                        |         |  |
| 3.  | Ја немам пријатеље за бацање   |         |  |
| 4.  | Громови грмеће                 |         |  |
| 5.  | Нема извињења                  |         |  |
| 6.  | Опрости срећо                  |         |  |
| 7.  | Проклетије                     |         |  |
| 8.  | Све су песме моје              |         |  |
| 9.  | Кунем те, странче              |         |  |
| 10. | Нек и мене жена једном превари |         |  |
| 11. | У инат роду свом               |         |  |
| 12. | Пола вино пола вода (remix)    |         |  |
| 13. | Горска вила                    |         |  |
| 14. | Кажите јој другови             |         |  |